# Chandakpur, Basavakalyan
Chandakpur là một làng thuộc tehsil Basavakalyan, huyện Bidar, bang Karnataka, Ấn Độ.